# Парни в песке
«Парни в песке» (англ. Boys in the Sand) — знаковый американский гомосексуальный порнографический фильм, выпущенный в 1971 году. Фильм был снят Вэйкфильдом Пулом с Кейси Донованом в главной роли. «Парни в песке» стал первым гомосексуальным порнофильмом, добившимся повсеместного успеха и одним из первых порнофильмов, завоевавших доверие широкой публики, примерно на год опередив «Глубокую глотку», вышедшую в 1972.
Созданный с бюджетом в 8 тысяч долларов, фильм представляет собой несвязанную сборку из трех частей, описывающих сексуальные приключения Донована в гей-сообществе курортного города. Продвигаемый Пулом с беспрецедентной для порнографической продукции рекламной кампанией, «Парни в песке» был впервые показан в Нью-Йорке в 1971 году и сразу же получил успех как у критиков, так и в коммерческом плане. Фильм принес Доновану международное признание. Сиквел «Парни в песке — 2» был выпущен в 1986 году, но был не в состоянии соответствовать успеху оригинала.
Название фильма является пародией на пьесу Марта Кроули «Оркестранты» (англ. The Boys in the Band, дословно — «Парни в бэнде»).

## Награды
- 2003 — GayVN Award — лучший классический гомосексуальный DVD (вместе с «Bijou» и «Парни в песке — 2» в составе «Коллекции Вэйкфильда Пула»)